# Гороховье (Псковская область)
Гороховье — деревня в Великолукском районе Псковской области России. Входит в состав сельского поселения «Переслегинская волость».
Расположена на северо-западе района, на левом берегу реки Насва, в 25 км к северо-западу от райцентра Великие Луки и в 14 км к северу от волостного центра Переслегино.
Численность населения по оценке на 2000 год составляла 15 человек, на 2010 год — 13 человек.